# Herreder Bach
Der Herreder Bach ist ein linker Zufluss der Helme im Landkreis Nordhausen in Thüringen, Deutschland. Von der Quelle bis zur Mündung ist der Herreder Bach ein Gewässer 2. Ordnung, die Unterhaltung obliegt dem Gewässerunterhaltungsverband Helme | Ohne | Wipper.

## Verlauf
Der Herreder Bach entspringt aus mehreren Quellen in oder bei Hörningen. Der Ort, der ihm den Namen gibt, Herreden, ist nach Hörningen der zweite und letzte am Verlauf des Baches. Kurz vor seiner Mündung streift er die Gemarkung Hesserode. Westlich von Hesserode mündet das Fließgewässer dann in die Helme.